# Catherine Woillez
Pour les articles homonymes, voir Woillez.
Catherine Woillez, dite Madame Woillez, née à Saint-Omer le 17 mars 1781 et morte à Châtillon le 11 novembre 1859, est une écrivaine française.

## Biographie
Catherine-Thérèse Rieder est née à Saint-Omer (Pas-de-Calais) le 17 mars 1781, rue Au Vent, dans une famille modeste.
Son père, d'une autorité excessive, lui impose dès l'enfance des lectures austères. Elle accompagne souvent sa mère faire la charité auprès des malades et prisonniers de la région. Une partie de son instruction est faite par le père Derlange, ancien répétiteur de Marie-Thérèse d'Autriche. Cet enseignement semble constituer le goût et la direction littéraire et moraliste de ses propres écrits.
Puis, à l'âge de quinze ans, elle est mariée à Charles-Antoine Woillez, militaire et commandant du Génie. Pendant que son mari est en campagne auprès de l'armée d'Allemagne, sous l'Empire, elle décide de se retirer du monde pour se consacrer à l'éducation de ses deux enfants, une fille et un garçon. Elle continue ses œuvres de charité.
Elle est active au bureau de Charité du XIIe arrondissement de Paris, sur la demande de l'abbé de Caron, dès 1817. Elle rencontre J.-B. F. Descuret, que sa fille Mathilde épousera ensuite, au même bureau et devient ainsi une amie proche du Docteur Descuret, qu'elle considère comme son fils.
En 1846, elle se retrouve veuve et perd un fils, mais continue l'écriture et la publication d’œuvres morales pour la jeunesse. Elle fonde la bibliothèque paroissiale de Châtillon-d'Azergues, dans le Rhône, avec le prêtre Lavaure. À 75 ans, elle décide de composer les Médecins moralistes, en collaboration avec J.-B. F. Descuret, mais l'œuvre reste inachevée. Elle meurt le 11 novembre 1859 à Châtillon-d'Azergues.

## Œuvres littéraires

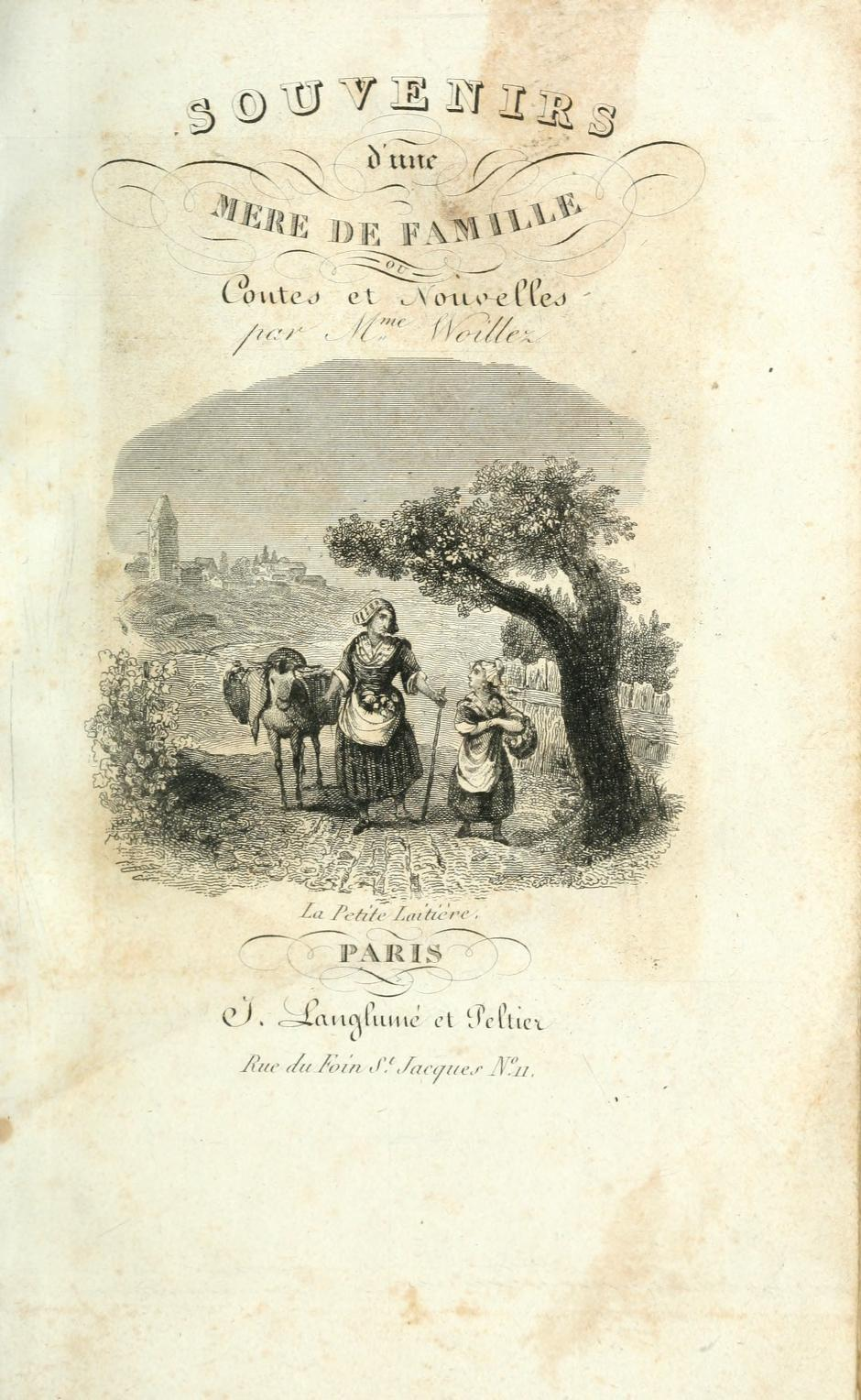
Souvenirs d'une mère de famille, Nouvelles pour servir à l'instruction et à l'amusement de la jeunesse, 1833, par Mme Woillez. Page de garde avec gravure.

Elle commence en 1819 à rédiger des ouvrages pour la jeunesse. Elle est ensuite une collaboratrice essentielle du Répertoire de la Littérature ancienne et moderne. Elle rédige en effet de nombreuses notices qu'elle signe d'un simple « W. ». Elle participe également à la rédaction d'un grand nombre d'articles du Dictionnaire historique, publié sous la direction du général Beauvais, notamment pour les lettres P, Q et R. Elle traduit ensuite une édition des Œuvres choisies de Silvio Pellico.
Les volumes destinés à la jeunesse constituent incontestablement la part la plus importante de sa production écrite. Le style est académique et empreint de morale chrétienne. Descuret les évoque en parlant de « véritables petits chefs-d'œuvre ». Ces livres sont pour la plupart publiés aux éditions de la Bibliothèque de la jeunesse chrétienne.

## Publications
- L'Enfant du boulevard, ou Mémoires de la comtesse de Tourville, 1819.
- Édouard et Mathilde, 1822.
- Emma, ou le Robinson des demoiselles, 1835[4].
- Vies et Aventures des voyageurs, 1832[5].
- Souvenirs d'une mère de famille, nouvelles pour servir à l'instruction et à l'amusement de la jeunesse, 1833[6].
- L'Orpheline de Moscou, ou la Jeune Institutrice, 1841.
- Léontine et Marie, ou les Deux Éducations.
- Le Frère et la Sœur, ou les Leçons de l'adversité, 1844[7].
- Les Jeunes Ouvrières, ou l'Épreuve et la Récompense.
- Le Jeune tambour, ou les Deux Amis, 1853[8].
- Edma et Marguerite, ou les Ruines de Châtillon d'Azergues, 1848[9].
- L'Abeille institutrice, anthologie hébraïque, grecque, latine, française et étrangère, 1850.
- Les Prisons, les Devoirs des hommes et Poèmes de Silvio Pellico.
- Le Dévouement fraternel, épisode du siège de Saragosse.
- Nouveaux Souvenirs d'une mère de famille.
- Les Veillées de l'ouvroir.
- Alix, ou la Résignation.
- Les Fabulistes instituteurs.
- Les Médecins moralistes, code philosophique et religieux extrait des écrits des médecins anciens et modernes notamment des docteurs français contemporains (en collaboration avec J.-B. F. Descuret), 1861.
- Œuvres de J. Delille, 1738-1813, notice biographique et littéraire, 1844[10].